# MEncoder
MEncoderは自由ソフトウェアのコマンドラインの動画デコード、エンコードおよびフィルタリングツールであり、GNU General Public Licenseで公開されている。MPlayerと兄弟関係にあり、MPlayerが理解できる全てのフォーマット（のデータ）を、様々なコーデックを使った圧縮フォーマットや非圧縮フォーマットに変換できる。現在は活発な活動は行われておらず、最新のコーデックにも対応していない。代替としてFFmpegなどがある。
MEncoderはMPlayerのディストリビューション（配布媒体）に含まれる。

## 能力
MPlayerと同じコードで作られているため、MPlayerが読めるソースは全て読み込め、MPlayerがデコードできる全てのメディアはデコードでき、MPlayerが使用できるフィルタは全てサポートする。MPlayerはMEncoderが実行される前にほとんどのフィルター(もしくはフィルターのパイプライン)の出力を行うために使用される。このシステムがこれをリアルタイムに行うことはできない場合、音声を-nosoundオプションを付けることで使用しない状態にでき、これによりビデオフィルタリングの結果の表示をスムーズに行うことができるようになる。
音声(および/もしくは)映像のコピーを行うこともできる。この場合、出力ファイルには変更を行わない形で出力される。これによりサンプルの再エンコードのおかげで発生する品質のロスを避けることができる。音声や映像を変更するためだけ、もしくは音声、映像を異なるコンテナに出力する際に使用される。
MPlayerと同じコードが使用されているため、非常に多くの形式の映像や音声フィルターがあり、映像と音声ストリームを変換できる。
- 刈りこみ（Cropping）
- リサイズ(Scaling)
- 縦方向反転(Vertical Flipping)
- 横方向鏡面
- レターボックスに拡大
- 回転
- 明るさ(brightness)/コントラスト
- 映像ピクセルのアスペクト比の変更
- 色空間の変換
- hue/saturation
- 色に依存するガンマ補正
- MPEG圧縮によって劣化したデータの見た目を改善するためのフィルタ（デブロッキング(deblocking)、デリンギング(deringing)）
- 明るさ、コントラストの自動向上(autolevel)
- シャープネス/フォーカス
- ノイズ除去フィルタ
- 幾つか異なる方法によるデインターレース
- 逆テレシネ

### フレームレートの変換およびスローモーション
-ofps もしくは -speedオプションでフレームレートを変更もでき、付け加えてフレームステップフィルタを使用することでフレームをスキップできる。フィルムでときどき見られる「speed」エフェクトはfast-motionを作るためにフレームレートを減らすのに用いられる。
フレームの複製やモーフィングを伴わないインターレース化された画面によってフレームレートを２倍にすることはtfieldsフィルターを使用することにより可能である。
インターレース化された動画の１つのフレームの中の２つのフィールドそれぞれから2つの異なるフレームを生成する事により実現される。
これにより、他のデ・インターレースの方法と異なり、フル解像度およびインターレース化された動画のフレームレートの維持しながらのプログレッシブディスプレイでの再生が可能になる。
フレームレートの変換によって場面はより有用になる。
それは通常のビデオ/テレビのフレームレートの場面からスローモーションのシーンを生成したりできるようになるためである。(例えば安価な民生用のビデオカメラを使用した場合など)
フィルターが上／下フィールドの順序について間違った情報を得ると、出力される動画は激しく振動した動きになる。なぜなら２つのフレームは間違えた順序で表示されるからである。

## 参照
1. ↑  MPlayer and MEncoder Status of codecs support, Retrieved on 2009-07-19